# 諾蓋區 (卡拉恰伊-切爾克斯共和國)
44°22′N 41°57′E / 44.367°N 41.950°E
諾蓋區（俄语：Ногайский район），是俄羅斯的一個區，位於該國西南部，由卡拉恰伊-切爾克斯共和國負責管轄，始建於2007年，面積202平方公里，2010年人口15,659，人口密度每平方公里77.52人。